# Tiridates II
Tiridates II var kung av Partherriket 30–26 f.Kr.. Han tillhörde arsakidernas dynasti. 